# Michael Reinhard Heß
Michael Reinhard Heß (* 28. Dezember 1967 in Offenbach am Main) ist ein deutscher Turkologe und Forscher des aserbaidschanischen Dichters Imadeddin Nesimi (1370–1417).

## Leben
Heß studierte Neuere Geschichte, Gräzistik, Islamkunde und Turkologie an der Johann Wolfgang Goethe-Universität Frankfurt am Main und promovierte an der Johannes Gutenberg-Universität Mainz. Später habilitierte er sich an der Freien Universität Berlin mit einer fundamentalen Forschung über das Leben und Werke des aserbaidschanischen Dichters Imamedin Nesimi (1370–1417). Seit 2005 ist Heß Privatdozent für Turkologie an der Freien Universität Berlin.
Heß schrieb bis jetzt wissenschaftliche Arbeiten mit mehr als 130 Titeln. Seine Schwerpunkte sind historische und synchronische Linguistik der Türksprachen, klassische orientalische Dichtung, klassische aserbaidschanische Literatur (Nesimi), osmanische Geschichte, moderne Literatur der Türkei und Geschichte religiöser Bewegungen im Mittleren Osten.
Zudem übersetzt Heß aus dem Türkischen und aus dem Aserbaidschanischen. Für die Übersetzung von Metin Kaçans „Cholera Blues“ bekam Heß 2010 den Tarabya-Übersetzerpreis Istanbul. Von Kaçan übersetzte er auch „Haselnuss 8“.

## Werke
- Die poetische Verkündung des Gottesmenschentums. Berlin 2005.
- Das genus verbi des Osmanischen zwischen 1575 und 1775. Shaker 2009, ISBN 3-8322-7931-8.
- Die Sprache des Menschengottes (Untersuchungen zu Imad äd-Din Näsimis (fl. ca. 1400) türkischem Divan). Shaker Göttingen 2009, ISBN 3-8322-8402-8
- Ins Absolute schwand ich hin… Gedichte Nesimis, aus dem mittelälterischen Aserbaidschanischen (Turksprache) übersetzt von Michael Hess. Poetische Bearbeitung Reinhart Moritzen. Verlag Sharq-Qarb, Baku 2012, ISBN 9952-34-681-6.
- Nesimi. Gedichte. Aserbaidschanisch-Deutsch. Übersetzt von Michael Hess. Poetische Bearbeitung Reinhart Moritzen. Verlag Sharq-Qarb, Baku 2012, ISBN 9952-34-822-3.
- Panzer im Paradies. Der Berg-Karabach-Konflikt zwischen Armenien und Aserbaidschan. Verlag Dr. Köster, Berlin 2016, ISBN 978-3-89574-906-3.